# Joaquín Sáenz y Arriaga
Joaquín Sáenz (y) Arriaga (Morelia, 12 ottobre 1899 – 28 aprile 1976) è stato un presbitero, teologo e scrittore messicano.
Gesuita dal 1916 al 1952, è stato in seguito critico delle decisioni del Concilio Vaticano II (1962-1965) e dei papi post-conciliari. Fu scomunicato nel 1972 dalla Conferenza dei vescovi cattolici del Messico. Sáenz è considerato un promotore delle idee sedevacantiste.

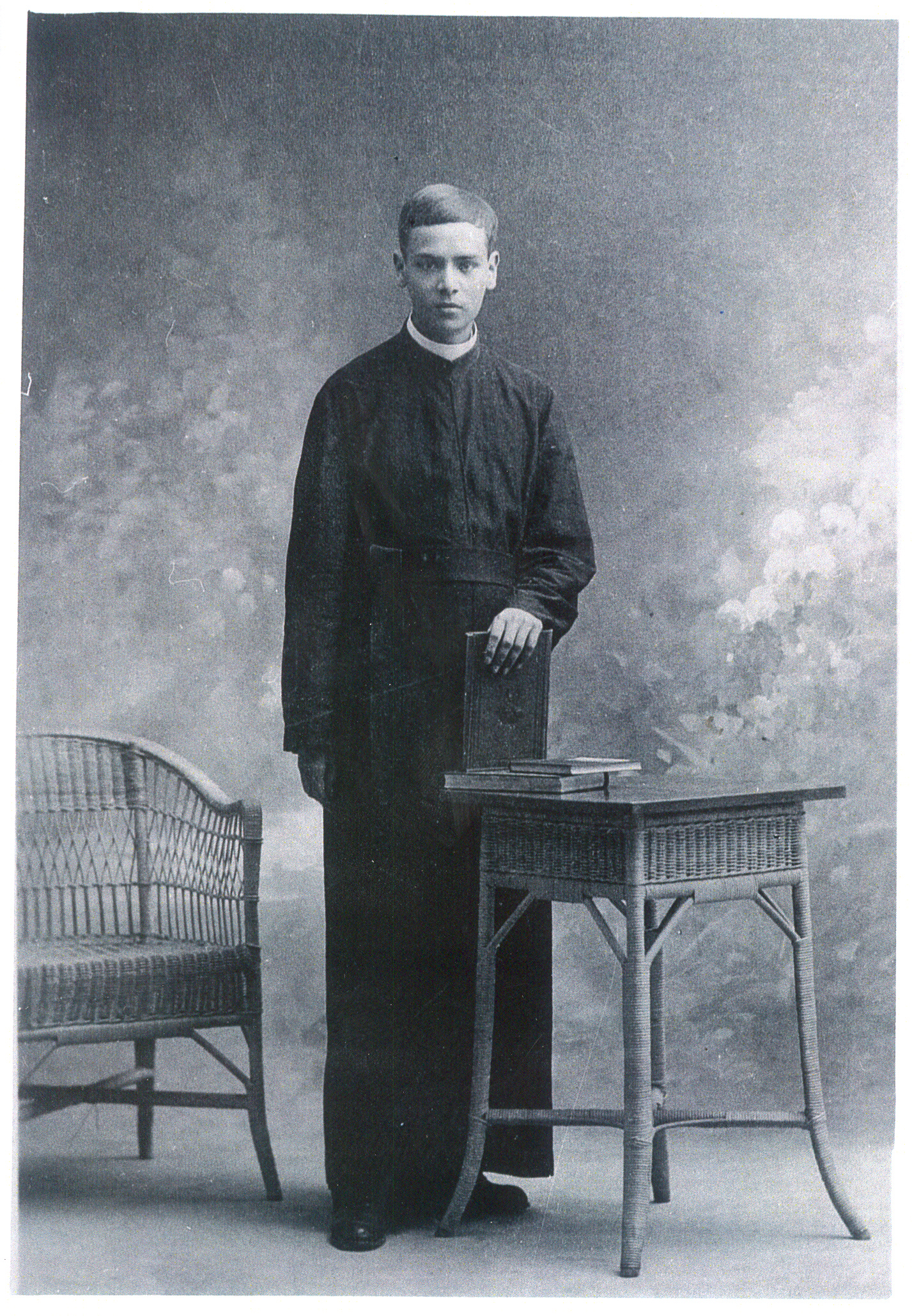
Joaquín Sáenz Arriaga quando era un giovane seminarista a Barcellona nel 1923.

## Tradizionalismo
Da giovane Sáenz Arriaga fu partecipe dello spirito che caratterizzò i cristeros, con Miguel Pro e con altri martiri cattolici che combatterono contro il governo massonico del Messico e i comunisti negli anni 1920. Alcuni cattolici di fronte ai plotoni di esecuzione gridavano Viva Cristo Re!
Sáenz y Arriaga posto l'accento sulla dottrina cattolica della "Regalità di Cristo", milita contro la laicità e la separazione tra Stato e Chiesa.
Nel 1962, con l'evento del Concilio Vaticano II, egli con altri sacerdoti,  terminò di scrivere, dopo 14 mesi di lavoro, il libro Complotto contro la Chiesa usando lo pseudonimo Maurice Pinay e fu distribuito ai Padri conciliari.
Quando il Concilio Vaticano II ha cominciato le riforme da attuare in Messico e Nord America, è stato Sáenz y Arriaga che ha guidato la lotta contro i cosiddetti "neo-modernisti".
La sua intransigente lotta per il tradizionalismo cattolico lo ha portato a un rifiuto della "Chiesa Nuova": fu il primo a proporre la posizione teologica del sedevacantismo, che sostiene che, dopo la morte di papa Pio XII, vi sarebbe stata una sede vacante a Roma perché i seguenti papi avrebbero sposato gli insegnamenti eretici del Concilio Vaticano II.
Sáenz y Arriaga successivamente scrisse queste idee nei suoi libri La nueva iglesia montiniana (La nuova Chiesa montiniana) (1971), e la Sede Vacante: Paolo VI no es Papa legítimo (Sede Vacante: Paolo VI non è papa legittimo) (1973). In questi libri egli ha affermato che Paolo VI aveva perduto la sua autorità papale in quanto diffonde eresie manifeste, una posizione che aveva riferito tenuto per qualche tempo. Era un punto di riferimento dei laici e chierici tradizionalisti cattolici che si opponevano alle riforme del Concilio Vaticano II in Messico e Nord America, persuaderli a diventare indipendenti con la creazione di cappelle e chiese; sollecitò a procurare consacrazioni per creare linee alternative di vescovi.

## Scomunica
In risposta alle sue attività, il cardinale messicano Miguel Darío Miranda y Gómez ha dichiarato ufficialmente che P. Sáenz y Arriaga era incorso nella scomunica. In risposta, don Moisés Carmona, suo collega e discepolo ha scritto:
"Vi scomunicarono per la vostra fedeltà a Cristo, i Suoi insegnamenti e la Sua Chiesa. Beata scomunica! Finché è per questa ragione, tutte le scomuniche possono venire su di me!"
Nel 1970 Sáenz y Arriaga ha fondato, insieme con i padri Adolfo Zamora e Moisés Carmona, l'Unión Católica Trento e nel frattempo ha anche consigliato i cattolici tradizionalisti americani dissidenti di formare le proprie organizzazioni, che ha portato il conservatore padre Francis E. Fenton a fondare l'Orthodox Roman Catholic Movement (ORCM).

## La malattia e la morte
Secondo il suo biografo, Antonio Rius-Facius, p. Sáenz è morto di cancro alla prostata il 28 aprile 1976.
Nel suo testamento, scritto tre giorni prima della sua morte, Sáenz y Arriaga ha scritto: «La mia vita e tutto ciò che è più prezioso per me che ho sacrificato per Cristo, per la Chiesa e per il Papato» e, ha aggiunto,«Possa l'ultimo grido della mia anima essere quello dei nostri martiri messicani - Viva Cristo Re Viva la Vergine di Guadalupe.»
Dopo la sua morte, l'opera di Sáenz y Arriaga è stata proseguita dai padri Adolfo Zamora e Moisés Carmona in Messico, da padre Francis E. Fenton e dai membri del'Orthodox Roman Catholic Movement (ORCM)., e P. Burton Fraser negli Stati Uniti. In Messico nel (2007), il movimento tradizionalista di Sáenz, è morto. Tuttavia, i sedevacantisti dell'Unión Católica Trento conservano ancora delle chiese, cappelle e un monastero.